# Rafael Ribeiro
Pour les articles homonymes, voir Ribeiro.
Rafael da Silva Ribeiro, né le 23 juin 1986, est un athlète brésilien, spécialiste du sprint.

## Palmarès

### Championnats du monde d'athlétisme
- Championnats du monde d'athlétisme de 2007 à Osaka ( Japon)
  - 4e en relais 4 × 100 m

### Jeux panaméricains
- Jeux Panaméricains de 2007 à Rio de Janeiro ( Brésil)
  -  Médaille d'or en relais 4 × 100 m

### Meilleures performances
- 200 m : 21.38 	1.3 	1 (moins de 19 ans)	São Paulo 21 août 2005
- 100 m : 10.30A 0.0 	2 Cochabamba 4 juin 2006